# Ödebygdsväg

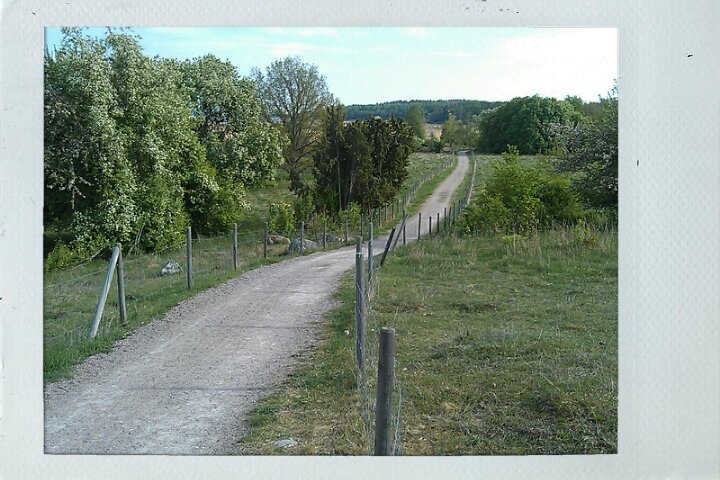
En enkel grusväg.

En ödebygdsväg var en mindre väg i glest befolkade trakter med en bredd på 2,5–3,0 meter som: 
| ”                           | till avsevärd längd sträcker sig över fjäll, genom skog eller genom glest befolkade trakter och som, ehuru vägen icke prövats vara för allmän samfärdsel nyttig och nödig, likväl finnes vara till gagn för det allmänna såsom ägnad att främja landets uppodlande och bebyggande | „ |
| – Kungl. Maj:ts proposition | |   |

Vägtypen, som introducerades 1919, skulle vara "så enkel som möjlig" och när den vunnit nödvändig stadga och fasthet skulle vägen underhållas som en allmän väg av länsstyrelsen. Tre tiondelar av underhållet bekostades av staten genom ett särskilt tilläggsbidrag.
Ödebygdsvägar byggdes främst i Norrbottens och Västerbottens län och fram till 1934 finansierades byggandet av staten. Från och med år 1919 kunde man få statsbidrag för att anlägga enskilda vägar.
År 2019 nämndes ödebygdsväg på språktidningens lista över ord som är på väg att försvinna.